# Partizanskaja (rzeka)
Partizanskaja (ros. Партизанская, dawniej Suchan, Сучан) – rzeka w Kraju Nadmorskim w Rosji. Jej długość wynosi 142 km, powierzchnia zlewni 4140 km². Jej źródła znajdują się w górach Sichote-Aliń. Uchodzi do zatoki Nachodka, części Morza Japońskiego.
Największe dopływy: Tigrowaja, Mielniki, Siergiejewka, Wodopadnaja.
Na prawym brzegu rzeki położone jest miasto Partizansk (do 1972 Suchan).

## Nazwa
Tradycyjna nazwa rzeki pochodzi z języków tunguskich i brzmi Tarfun-bira. Jej pochodzenie jest nieznane. W latach 60. XIX wieku na mapach zaczęła się pojawiać chińska nazwa Suchan. Obecną nazwę nadano w 1972 roku.